# Абрамян, Владимир Арамаисович
Владимир Арамаисович Абрамян (26 января 1934, Москва — 15 октября 1977, Ижевск) — советский инженер-конструктор. Изобретатель. Главный конструктор Ижевского машиностроительного завода (1970—1977).
Специалист в области легкового автомобилестроения.

## Биография
Выпускник Московский автомеханический институт 1957 года (ныне Московский государственный машиностроительный университет (МАМИ)). После окончания вуза направлен на завод «Ижмаш». Работал инженером-конструктором, старшим инженером-конструктором, начальником группы, начальником лаборатории, начальником КБ надёжности и долговечности, заместителем главного конструктора по автомобилестроению, начальником отдела - главным конструктором (с 1970).
В. Абрамян — разработчик и руководитель внедрения ряда мероприятий, повышающих качество изготовления и работы мотоцикла и его узлов, в результате чего снизилось количество рекламаций,
по снижению шума, вибрации и повышению мощности двигателей для мотоциклов.
Принимал непосредственное участие в разработке и испытаниях новых конструкций дорожных и спортивных мотоциклов, в доводке двигателя мотоциклов Иж («Иж Планета», «Иж Юпитер», «Иж Планета Спорт» и др.).
Под его руководством были разработаны и внедрены в производство грузовые варианты автомобилей Москвич-412, Иж-2715 (фургон), спортивная модификация «Иж-Ралли». Разработаны новые модели Иж-21251 (комби), Иж-2715-01 и опытные образцы Иж-2126.

## Награды
- Орден Трудового Красного Знамени
- Орден «Знак Почёта»
- Медали СССР
- Серебряная и большая Золотая медали ВДНХ.